# Julien Faubert
Julien Faubert (Le Havre, 1 augustus 1983) is een Frans betaald voetballer die bij voorkeur op de rechtervleugel speelt.

## Clubvoetbal
Na de jeugdopleiding van Le Havre AC en AS Cannes maakte Faubert zijn debuut in 2002 voor het eerste team van Cannes in de Championnat National. In 2004 maakte hij de overstap naar de Ligue 1 door te tekenen bij Girondins de Bordeaux. Drie seizoen speelde hij voor de Bordelais waarbij hij in het seizoen 2006-07 ook zijn debuut maakte in de Champions League en werd geselecteerd in het Frans voetbalelftal.
Faubert tekende in juli 2007 een vijfjarig contract bij West Ham United FC, dat £ 6.100.000,- voor hem betaalde aan Girondins Bordeaux.
West Ham verhuurde Faubert in januari 2009 voor een half jaar aan Real Madrid CF, dat daarbij een optie kreeg om hem daarop voor drie seizoenen vast te leggen. De Spaanse club stuurde hem zes maanden en twee competitie-optredens later terug naar Engeland.
In de zomer 2012 transferperiode verhuisde de snelle vleugelspeler naar Turkije waar hij een tweejarig contract tekende bij het ambitieuze Elazığspor. Tot januari 2013 verbleef hij in Turkije toen hij zijn contract ging afkopen en terugkeerde naar Frankrijk. Julien Faubert keerde terug naar zijn oude club, Girondins de Bordeaux, voor de rest van het 2012-13 seizoen. In 2015 liep zijn contract af. In 2016 speelde Faubert kort in Schotland voor Kilmarnock FC. In januari 2017 verbond hij zich aan Inter Turku uit Finland. In 2018 speelde hij in Indonesië voor Borneo FC. Medio 2019 sloot hij als speler-trainer aan bij Étoile FC Fréjus Saint-Raphaël dat uitkomt in het Championnat National 2. Hij verliet de club in januari 2020.

## Interlandcarrière
Met Frankrijk onder 21 nam Faubert in 2006 deel aan de EK-eindronde in Portugal, waar de ploeg van bondscoach René Girard in de halve finales werd uitgeschakeld door de latere winnaar Nederland.
Faubert debuteerde voor het Franse nationale A-team op 16 augustus 2006 tegen Bosnië en Herzegovina. Hij droeg als eerste speler na het stoppen van Zinédine Zidane het nationale nummer tien. Faubert scoorde in de laatste minuut de winnende 2-1.
Van 2014 tot 2017 kwam hij uit voor Martinique.

## Statistieken
| Seizoen                            | Club                               | Competitie             | Wedstrijden | Doelpunten |
| ---------------------------------- | ---------------------------------- | ---------------------- | ----------- | ---------- |
| 2002-2003                          | AS Cannes                          | Championnat National   | 26          | 1          |
| 2003-2004                          | AS Cannes                          | Championnat National   | 19          | 3          |
| 2004-2005                          | Girondins Bordeaux                 | Ligue 1                | 36          | 1          |
| 2005-2006                          | Girondins Bordeaux                 | Ligue 1                | 34          | 5          |
| 2006-2007                          | Girondins Bordeaux                 | Ligue 1                | 26          | 3          |
| 2007-2008                          | West Ham United FC                 | Premier League         | 7           | 0          |
| 2008-2009                          | West Ham United FC                 | Premier League         | 20          | 0          |
| 2008-2009                          | → Real Madrid CF (huur)            | Primera División       | 2           | 0          |
| 2009-2010                          | West Ham United FC                 | Premier League         | 33          | 1          |
| 2010-2011                          | West Ham United FC                 | Premier League         | 9           | 0          |
| 2011-2012                          | West Ham United FC                 | Premier League         | 34          | 1          |
| 2012-2013                          | Elazığspor                         | Süper Lig              | 16          | 1          |
| 2012-2013                          | Girondins Bordeaux                 | Ligue 1                | 16          | 0          |
| 2013-2014                          | Girondins Bordeaux                 | Ligue 1                | 29          | 3          |
| 2014-2015                          | Girondins Bordeaux                 | Ligue 1                | 15          | 0          |
| 2015-2016                          | Kilmarnock FC                      | Scottish Premiership   | 9           | 0          |
| 2017                               | FC Inter Turku                     | Veikkausliiga          | 26          | 1          |
| 2018                               | Borneo FC                          | Liga 1                 | 15          | 3          |
| 2019-2020                          | Étoile FC Fréjus Saint-Raphaël     | Championnat National 2 | 2           | 0          |
| bijgewerkt op t/m 24 november 2020 | bijgewerkt op t/m 24 november 2020 | Totaal                 | 374         | 23         |

## Erelijst
Girondins Bordeaux
- Coupe de la Ligue

2007
- Coupe de France

2013